# Польове (Білгород-Дністровський район)
Польове́ (до 1945 — Бені) — село Шабівської сільської громади в Білгород-Дністровському районі Одеської області, Україна. Населення становить 205 осіб.

## Історія
До 1945 року село називалося Бені. Перейменоване на Польове під час совєтської окупації.

## Населення
Згідно з переписом 1989 року населення села становило 196 осіб, з яких 88 чоловіків та 108 жінок.
За переписом населення 2001 року в селі мешкало 205 осіб. 100 % населення вказало своєю рідною мовою українську мову.

## Постаті
В селі похований Горчак Григорій Федорович (1981—2014) — старший лейтенант Державної прикордонної служби України, учасник російсько-української війни.